# William O'Connell (actor)
William L. O'Connell Jr. (n. 12 mai 1929, Los Angeles, California, SUA – d. 15 ianuarie 2024, Sherman Oaks, Los Angeles, California, SUA) a fost un actor american.

## Biografie
William O'Connell s-a născut în Richmond, Virginia, la 20 august 1933. Actor de roluri secundar, a jucat în filme precum Străinul fără nume sau seriale de televiziune precum Star Trek. În 1969, l-a cunoscut pe Clint Eastwood pe platourile de filmare ale peliculei Goana după căpătuială (La Kermesse de l'Ouest), după care s-au împrietenit. A jucat în 5 filme alături de Eastwood. După 1982, William O'Connell a decis să se retragă din actorie din motive necunoscute.

## Filmografie
- 20,000 Eyes (1961) – Appraiser (nemenționat)
- Womanhunt (1962)
- The Wheeler Dealers (1963) – Paid Weeper (nemenționat)
- The War Lord (1965) – Voluntar refuzat de Chrysagon (nemenționat)
- Do Not Disturb (1965) – Cecil Graves (nemenționat)
- Nebunia spațiului (1966) – Ponsonby
- It's a Bikini World (1967) – McSnigg
- The Big Mouth (1967) – Psychiatrist (nemenționat)
- Games (1967) – Party Guest #1
- Star Trek, in "Journey to Babel" (1967, serial TV) – Thelev
- Petticoat Junction, in "All Sales Final" (1967, serial TV) – Mr. Agnew
- The Sweet Ride (1968) – Beach Resident (nemenționat)
- Ice Station Zebra (1968) – Survivor
- Hook, Line & Sinker (1969) – Hotel Clerk (nemenționat)
- Paint Your Wagon (1969) – Horace Tabor
- The Happy Ending (1969) – Minister
- Green Acres, in "A Tale of a Tail" (1969, serial TV) – Hotel Clerk
- Which Way to the Front? (1970) – Mr. Prescott (nemenționat)
- Scandalous John (1971) – Men's Store Clerk
- The Culpepper Cattle Co. (1972) – Bartender in Piercetown
- High Plains Drifter (1973) – the barber
- Black Eye (1974) – Minister
- Big Bad Mama (1974) – Crusade Preacher
- The Outlaw Josey Wales (1976) – Sim Carstairs
- Every Which Way but Loose (1978) – Elmo (Black Widow)
- Any Which Way You Can (1980) – Elmo (Black Widow)
- Stewardess School (1986) – Attorney